# ليوس (مقاطعة إيسكس)
ليوس، مقاطعة إيسكس (نيويورك) (بالإنجليزية: Lewis, Essex County, New York)‏ هي بلدة أمريكية تقع في الولايات المتحدة في مقاطعة إيسيكس، نيويورك. يقدر عدد سكانها بـ 1,382 نسمة ومساحتها 220.1 كم2 وترتفع عن سطح البحر 207 متر.